# ローフ

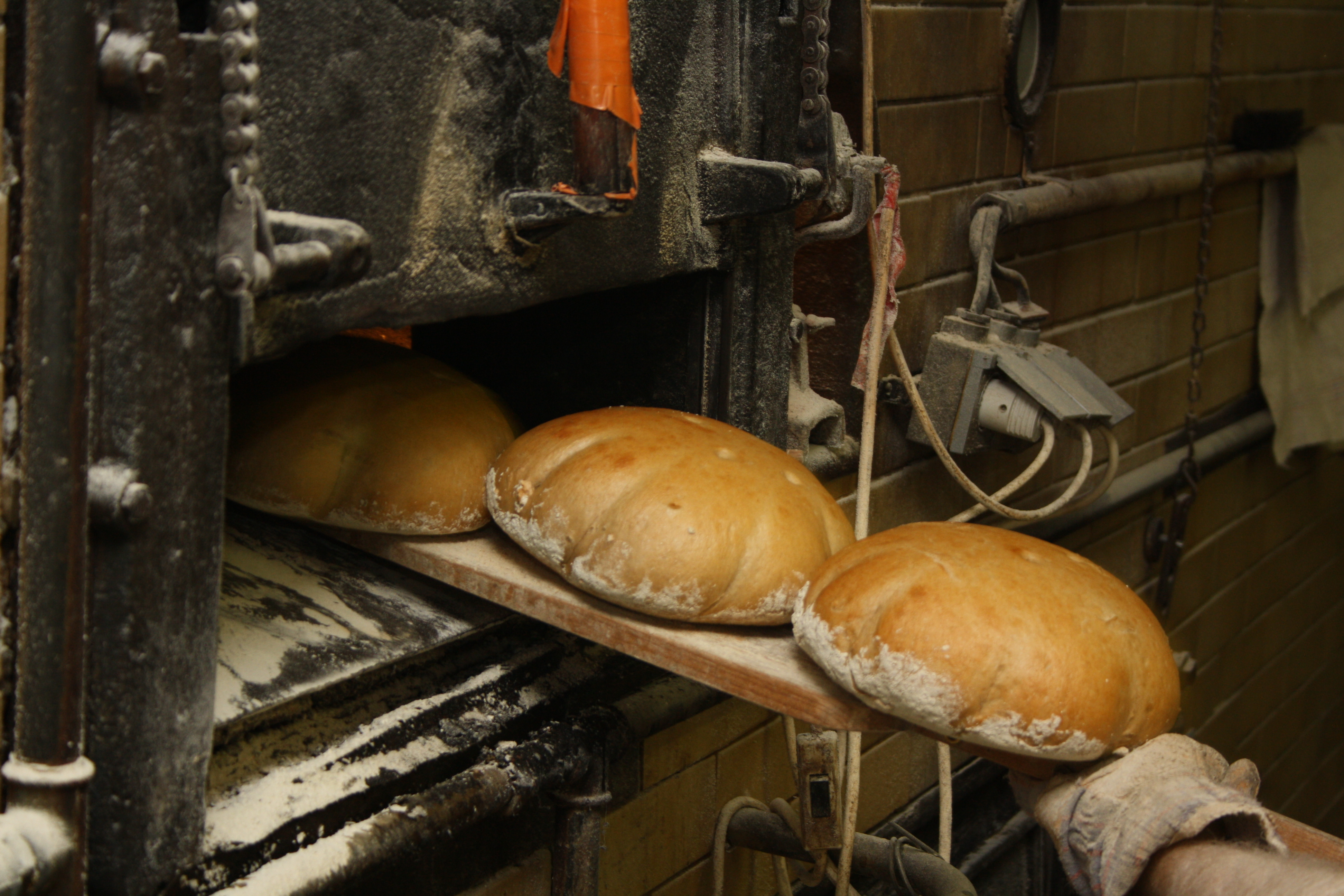
ピールを使ってオーブンの外に焼きたての丸型のパンを引き出すパン職人

ローフ（loaf、複数形：loaves）は、（一般的には）丸みを帯びているか、もしくは長方形の塊という典型的な形をしたパンである。長方形の焼き型（ローフ・パンとも呼ばれる）で焼くのが一般的であり、その理由としては幾つかの種類のパン生地が潰れる傾向にあり、焼く過程で広がってしまうからである。より粘り気のあるパン生地は希望通りのローフの形に手で成形し、平らなオーブン・トレーで焼くことができる。粘り気の少ないパン生地の形を持続するには、焼く前の生地より高さのある焼き型を使う必要がある。
焼くときに形を保つために型に入れるミートローフやケーキのようなパン以外の製品にも同じことが言える。ローフのサイズを決めるにあたっては料理人、もしくはパン職人は焼き過ぎや焼き不足がないように調理の過程で均等に火を通すことに気を使わなければならない。大量生産する多くの種類のパンは、ローフの底にはっきりとした角をつけて明瞭な角型にされている。長方形の形をしたローフは、程度の差こそあるが同一に作ることができ、包装・出荷が効率化する。

## 語源
現代英語のローフ（loaf）の語源は古期英語の「hlaf」（パン）から来ているが、その元になったのはゲルマン祖語の「*khlaibuz」である。古ノルド語の「lev」、古フリジア語の「hlef」、ゴート語の「hlaifs」、古高ドイツ語の「hleib」、そして現代ドイツ語の「laib」もゲルマン祖語のこの語を語源としている。さらにスラブ語派（ポーランド語の「chleb」、ロシア語の「khleb」）やフィン・ウゴル語派（フィンランド語の「leipä」、エストニア語の「leib」）もこの語を借用している。